# カドゥ・ブルハネッディン
カーディー・アフマド・ブルハーン・アッ＝ディーンまたはカドゥ・ブルハネッディン (トルコ語: Kadı Burhâneddin 1345年1月8日 – 1398年)は、エレトナ侯国の君主。首都カイセリのカドゥ（カーディー、裁判官）、ヴェジール（宰相）を歴任したのち、1381年に簒奪してアタベク、後にスルタンを名乗った。史料上では、最初の役職であったカーディーまたはカドゥという職名で呼ばれることが多い。
周囲のオスマン帝国、カラマン侯国、マムルーク朝、白羊朝、黒羊朝、ティムール朝や国内のライバルと敵対・同盟を繰り返して巧みに立ち回ったが、最後は白羊朝のカラ・ユルク・オスマンと戦い敗死した。
詩人・法学者としても優れ、多数のトルコ語（実際にはアゼルバイジャン語に近い方言）・ペルシア語の詩を残した。

## 生涯

### 前半生
1345年1月8日、ブルハネッディンはアナトリア半島中央部に位置するエレトナ侯国首都カイセリで生まれた。彼の父シャムス・アッ＝ディーン・ムハンマド、祖父シラージュ・アッ＝ディーン、曾祖父はみなカーディー（裁判官）であった。彼の父系の先祖は、かつて中央アジアのホラズムに住んでおり、アナトリアのカスタモヌを経てカイセリに到来したサルグル族に繋がっている。ブルハネッディンの母の母方の祖父はルーム・セルジューク朝スルタンのカイホスロー2世で、母の父はアブドゥッラー・チェレビ、その父はルーム・セルジューク朝の有力人物ジャラール・アッ＝ディーン・マフムート・ムスタフィである。エレトナ侯国の建国者エレトナ（アラ・アッ＝ディーン・エレトナ）が没した後、国内では政治抗争が勃発し、ブルハネッディンとその父は1456年の4か月間をシリアへ亡命して過ごした。
ブルハネッディンは父ムハンマドから教育を受けた後、エジプト、ダマスカス、アレッポと遊学した。アラビア語、ペルシア語、科学を修め、マッカ巡礼も果たした。また、ブルハネッディンはカイセリの裁判官を務める父の仕事を遠方から補佐した。父が没した翌年、1364-5年にカイセリに帰ってきたブルハネッディンは、スルタンのグヤセッディン・メフメト（ギヤースッディーン・ムハンマド）に学識と人格を見込まれ、カーディーの地位を与えられたばかりでなく、その娘を妻に迎えることになった。

### 台頭
グヤセッディン・メフメトに目をかけられていたにもかかわらず、ブルハネッディンは密かに国内の有力者と結託し、反乱を企んでいた。1365年、グヤセッディン・メフメトはそうした有力者によって暗殺された。ブルハネッディンはカイセリのカーディーを務めたことから人気と政治権力を手にしており、さらに国内の遊牧部族をはじめとした有力者とも個人的に強い関係を築いていた。1376年には軍事司令官の地位も手に入れて圧倒的な権力を掌握し、内外で危機に瀕したエレトナ侯国の舵取りに挑むこととなった。
この前年、カラマン侯国がモンゴル人のサマルガル族やチャイカザン族の協力を得て奇襲を仕掛けてきたためカイセリが陥落し、スルタンのアラエッディン・アリがスィヴァスへ逃れるという事態が起きていた。ブルハネッディンはカラマン侯国を撃退することでみずからカイセリの長となる野望を抱いていたが、その真意に気づいたアリに捕らえられた。しかし、スィヴァスのアミールであったハッジ・イブラヒムがサマルガル族の指導者キドル・ベクと同盟してブルハネッディンを救出し、逆にアリを投獄した。その後、1378年にブルハネッディンはアリを解放した。同年6月、無能なアリへの不満を募らせた農民が反乱を起こしそうになったため、それを鎮めるべくブルハネッディンはヴェジールに任じられた。

### 治世
1380年にアリが病死し、幼い息子のメフメト・チェレビがエレトナのベイとなった。しかし1381年、ブルハネッディンはナーイブ（摂政）のクルチ・アルスラーンを殺害し、みずから公式に君主を名乗るようになった。当初はアタベク号を使っていたが、後にはスルタンを名乗った。彼はみずからの名を刻んだ硬貨を発行し、フトバに自分の名前を含めさせた。また、周辺諸国とは小競り合いを続けた。君主の座を手に入れる過程で、ブルハネッディンは内外に多数の敵を作った。外ではマムルーク朝、オスマン帝国、白羊朝、黒羊朝、カラマン侯国が敵にまわり、国内ではアマスィヤやエルズィンジャンのアミールが彼に立ちはだかった。特にエルズィンジャンのムタッハルテンは有力なライバルとなった。
そのような中からでも敵を減らすべく、ブルハネッディンは自分が打ち破ったかつての敵対者の多くを免罪した。彼に確固たる指針はなく、ただ自分の政治的地位を維持することを目的として、周辺諸国との外交関係を調整していった。ブルハネッディンが簒奪したエレトナ国家は多数のトゥルクマーン系・モンゴル系住民を有するだけでなく、セルジューク朝やイルハン朝の時代から続く古い都市勢力も抱えていた。彼の「スルタン国」の性質は、トゥルクマーンのベイリク（君侯国）より、そうしたかつての大国に近いものとなっていった。
1387年、ブルハネッディンはマムルーク朝と戦い敗北したが、すぐにそのマムルーク朝と同盟を結びなおして白羊朝に対抗した。その目的は単純に、アマスィヤやエルズィンジャンのベイが白羊朝と手を組んで起こした反乱に対抗するためであった。1391年、オスマン帝国スルタンのバヤズィト1世が属国のビザンツ帝国皇帝マヌエル2世パレオロゴスを引き連れて侵攻してきたが、ブルハネッディンはクルクディリムの戦いで勝利した。1394年、ティムールがアナトリアに侵攻してくると、ブルハネッディンはオスマン帝国・マムルーク朝・ジョチ・ウルスによる反ティムール包囲網に参戦して抵抗した。同年後半にティムールが撤退すると、ブルハネッディンはティムールと同盟していたムタッハルテンやカラマン侯国に反撃を仕掛けた。

### 最期
ブルハネッディンが反乱を起こしたカイセリの長官シャイフ・ムアイヤドの処刑を命じたことをきっかけとして、シャイフ・ムアイヤドの叔父にあたる白羊朝のカラ・オスマンとブルハネッディンは敵対関係となった。ブルハネッディンはハルプトの山岳地帯付近でカラ・オスマンに敗れて捕らえられ、処刑された。複数の史料から死亡時期は1398年の7月から8月とされているが、場所や正確な日付は史料によって食い違っている。スィヴァスに彼のテュルベ（墓廟）があるが、日付は記されていない。彼の息子メフメト （1391年没）や娘ハビーバ・セルジューク＝ハトゥン（1446/7年没）も同じ場所に葬られた。
息子のZayn al-‘Abidinが跡を継いだが、その統治は1398年から1399年の短期間で終焉した。

## 芸術
ブルハネッディンは傑出した詩人でもあり、トルコ語やペルシア語で詩を書いた。アゼルバイジャン語詩歌の歴史上では、ブルハネッディンが果たした役割は大きい。彼のディヴァン（詩集）はガザル1,500篇、テュユグ119篇、二行連数篇からなる。ヤン・リプカは、ブルハネッディンは「冒涜的な愛の詩人である。彼の作品に神秘的な音が響くことは、より稀なことだ。」と評している。彼はその詩人としての実力に比して知名度が低く、彼の作品は後世のアゼルバイジャンやオスマン帝国の詩にあまり影響を残さなかった。トルコ学者メフメト・フアト・キョプリュリュによれば、ブルハネッディンの作品は「アゼルバイジャン方言の特徴をすべて備えている」。トルコの歴史家・言語学者ムハッレム・エルギンによれば、ブルハネッディンの作品は、アナトリアで書かれたものであるとしても、その言語的特徴からアゼルバイジャン語の領域に含めるべきであるとしている。 
また、ブルハネッディンは、アラビア語の法学書を2つ編纂している。一つは1397年5月に完成したTardjīh al-tawḍīḥで、もう一つのIksīr al-saʿādāt fī asrār al-ʿibādātは現在でも実用され続けている。

## 伝記
ブルハネッディンの従者であったアズィズ・インブン・アルダシール・アスタルバーディーは、ペルシア語でブルハネッディンの伝記『バズム・ウ・ラズム』（「宴会と戦い」の意。伝統的にペルシアの王が追い求めるものとされる。）を著した。これについては、1928年にH・F・キョプリュリュザデが編纂を行ったほか、ドイツのH・H・ギーゼッケが1940年に分析研究を行っている。